# Janowiec włosisty
Janowiec włosisty (Genista pilosa L.) – gatunek rośliny z rodziny bobowatych (Fabaceae Lindl.). Występuje w środkowej i zachodniej Europie. W Polsce rośnie na Wyżynie Małopolskiej, Wyżynie Lubelskiej, w Poznańskiem i na Pomorzu.

## Morfologia

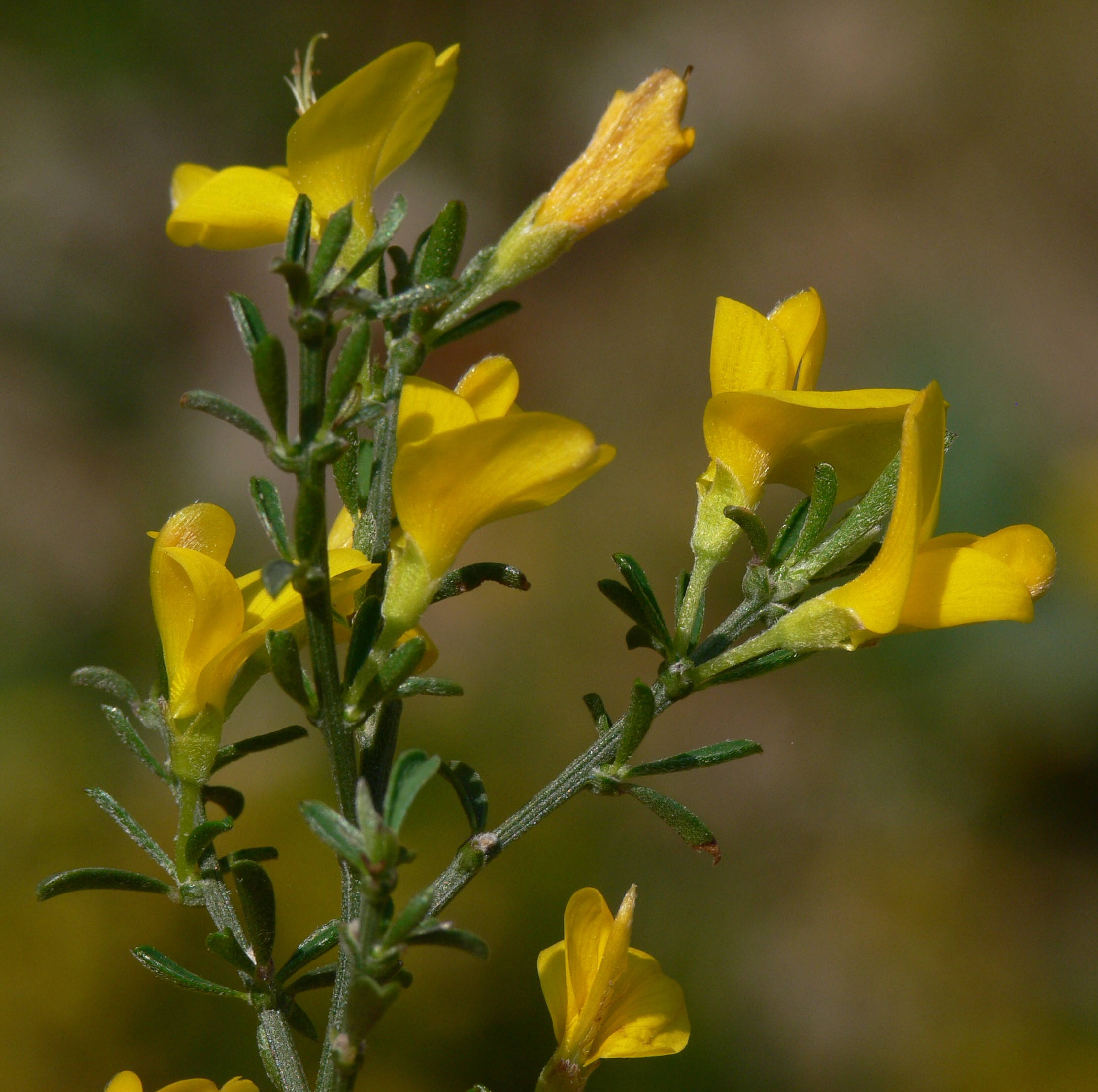
Kwitnący pęd

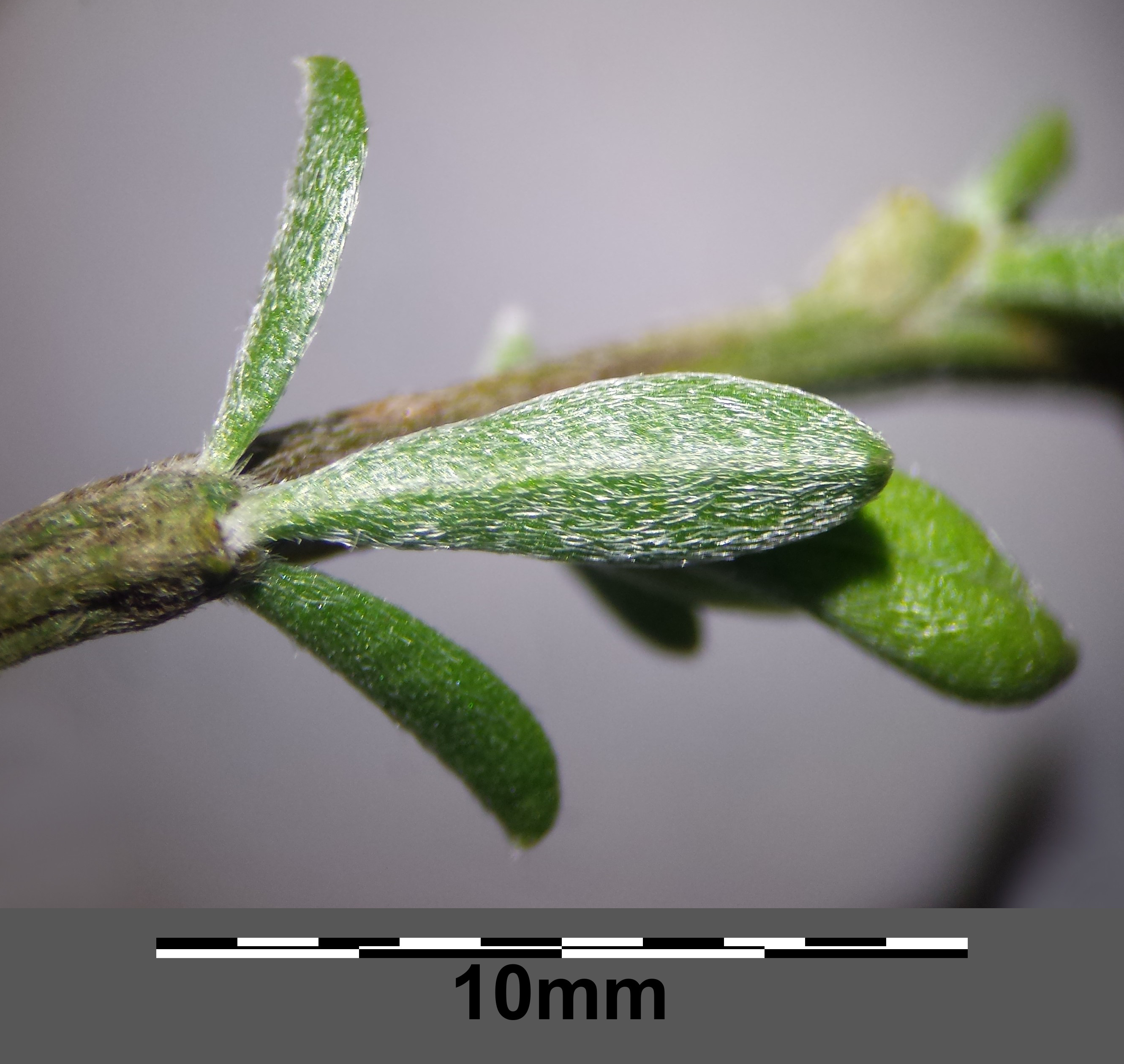
Liść

PokrójMały krzew, czołgający się lub wzniesiony, o wysokości 0,1 do 1,5 m.
PędyRowkowane, za młodu owłosione
LiścieSkrętoległe, całobrzegie, podłużnie odwrotnie jajowate, na spodniej stronie owłosione.
Kwiatyżółtozłociste, osadzone po 1 do 3 w kątach liście, groniasto skupione na górze. Okres kwitnienia od maja do sierpnia.
OwocBrązowe i owłosione strąki z soczewkowatymi nasionami w liczbie od 3 do 8.

## Interakcje międzygatunkowe
Kwiaty janowca włosistego odwiedzane są przez dzikie pszczoły, trzmiele oraz motyle dzienne. Na liściach żerują larwy motyla Lycaena cyllarus.

## Zagrożenia i ochrona
Gatunek umieszczony na polskiej czerwonej liście w kategorii NT (bliski zagrożenia).